# 223-я стрелковая дивизия (1-го формирования)
223-я стрелковая дивизия — воинское соединение Вооружённых сил СССР в Великой Отечественной войне

## История
Сформирована в июле 1941 в Харькове (Харьковский ВО) в рамках реализации постановления ГКО СССР № 48с от 8.7.1941 . Приказом Ставки ВК № 00495 от 23.07.1941 подчинена главкому Юго-Западного направления. Надо иметь в виду, что впервые дивизия c номером "223" начала формироваться в марте 1941 года, но уже в мае 1941 года она была обращена на формирование 10-й воздушно-десантной бригады и в нумерации стрелковых дивизий это соединение не учитывается.
223 сд, сформированная в июле 1941, в действующую армию поступила 30.07.1941 и в дальнейшем участвовала в Киевской оборонительной операции. Дивизия была переброшена из Харькова в район Кировограда с целью нанесения деблокирующего удара в направлении Новомиргород — Звенигородка с целью деблокады окружённых под Уманью войск 6-й и 12-й армий Южного фронта. Однако, не успев начать наступление, дивизия 02.08.1941 в районе Новомиргорода была атакована германской 14-й танковой дивизией III моторизованного корпуса и, не выдержав удара и понеся большие потери, отступила к Кировограду.
05.08.1941 соединение вошло в состав Резервной армии Южного фронта, войска которой «закрыли» разрыв фронта, образовавшийся в результате уманского «котла». Остатки 223-й сд заняли оборону в районе Новый Стародуб, Петрово. Согласно Журналу боевых действий войск фронта - 13.08 в результате атак противника рассеялась и данные о ней перестали поступать "за отсутствием связи".  В боях с III моторизованным корпусом немцев 14-16.08.1941 дивизия была окончательно разгромлена и 19.09.1941 расформирована. 

## Подчинение
- Харьковский ВО — до 23.07.1941
- Юго-Западное направление — с 23.07.1941 по 03.08.1941 года
- Южный фронт — 03.08-05.08.1941
- Южный фронт, Резервная армия — после 05.08.1941 года

## Состав
- 1037-й стрелковый полк
- 1039-й стрелковый полк
- 1041-й стрелковый полк
- 818-й артиллерийский полк
- 332-й отдельный истребительно-противотанковый дивизион
- 577-й отдельный зенитно-артиллерийский дивизион
- 351-й разведывательный батальон
- 587-й сапёрный батальон
- 752-й отдельный батальон связи
- 320-й медико-санитарный батальон
- 385-я отдельная рота химический защиты
- 422-й автотранспортный батальон
- 378-й полевой автохлебозавод
- 969-я полевая почтовая станция
- 353-я полевая касса Госбанка

## Командиры
- 10.07.1941 — 06.08.1941 Филиппов, Фёдор Григорьевич, генерал-майор химических войск
- 08.08.1941 - 09.09.1941 Ковалев, Александр Сергеевич, полковник